# Andreas Weber
Andreas Weber, né le 4 novembre 1967 à Hambourg, est un philosophe et biologiste allemand. 

## Biographie
Andreas Weber fait ses études en biologie et philosophie à Berlin, Hambourg et Fribourg-en-Brisgau. Il soutient une thèse en philosophie chez Hartmut Böhme et Francisco Varela dans une tradition biosémiotique avec le titre Natur als Bedeutung. Versuch einer semiotischen Theorie des Lebendigen.
Depuis 1996, Andreas Weber écrit pour diverses organes journalistes allemands (Die Zeit, Frankfurter Allgemeine Zeitung, taz, GEO). En 2007, il publie son livre Alles fühlt. Mensch, Natur und die Revolution der Lebenswissenschaften. Puis en 2014, il propose un livre avec le titre Lebendigkeit. Eine erotische Ökologie et continue son idée d'une « révolution des sciences de la vie ».
Il postule que le plus simple des organismes vivants n'est pas un automate répondant à diverses forces externes et impersonnelles mais bien un "système qui tent à se maintenir intact automatiquement, développe des intérêts, un éventail de perspectives et en fin de compte, un self." Pour lui, la science moderne doit compléter l'histoire de la rationalité et de la compétition entre individus par une nouvelle histoire qu'il appelle "la vie comme signification" ou la"biopoétique".

## Ouvrages
- Natur als Bedeutung. Versuch einer semiotischen Theorie des Lebendigen (Thèse), Würzburg 2003,  (ISBN 3-8260-2471-0).
- Alles fühlt. Mensch, Natur und die Revolution der Lebenswissenschaften, Berlin Verlag, Berlin 2007  (ISBN 3-8270-0670-8).
  - Réédition avec préface de Michael Succow, thinkOya, Klein Jasedow 2014,  (ISBN 978-3-927369-86-3).
- Biokapital. Die Versöhnung von Ökonomie, Natur und Menschlichkeit, Berlin Verlag, Berlin 2008,  (ISBN 3-8270-0792-5).
- Minima Animalia. Ein Stundenbuch der Natur, thinkOya, Klein Jasedow 2012,  (ISBN 978-3-927369-68-9).
- Lebendigkeit. Eine erotische Ökologie. Kösel, München 2014,  (ISBN 978-3-466-30988-7)
- En anglais: Enlivenment. Towards a fundamental shift in the concepts of nature, culture and politics, Heinrich-Böll-Stiftung, Berlin 2013,  (ISBN 978-3-86928-105-6).
- Enlivenment. Eine Kultur des Lebens. Versuch einer Poetik für das Anthropozän, Aus dem Englischen von Dirk Höfer, Matthes & Seitz Berlin, Berlin 2015,  (ISBN 978-3-95757-160-1).
- Lebendigkeit sei! Für eine Politik des Lebens. Ein Manifest für das Anthropozän, Mit Hildegard Kurt, thinkOya, Klein Jasedow 2015,  (ISBN 978-3927369955).
- En anglais: The Biology of Wonder: Aliveness, Feeling and the Metamorphosis of Science, New Society Publishers 2016,  (ISBN 978-0865717992)
- Sein und Teilen, Eine Praxis schöpferischer Existenz, Transkript 2017,  (ISBN 978-3837635270).
- En anglais: Matter and Desire. An Erotic Ecology. White River Junction: Chelsea Green, 2017.